# Scott Banister
Scott Banister (n. Kansas City, Misuri, en 1975) es un emprendedor e inversor ángel estadounidense. Es más conocido por haber cofundado IronPort y haber sido uno de los primeros asesores y miembros de la junta directiva de PayPal.

## Biografía
En el verano de 1995, Banister cofundó SponsorNet New Media, Inc., junto con sus compañeros de la Universidad de Illinois en Urbana-Champaign Max Levchin y Luke Nosek. Banister creó el servicio Submit It! mientras se encontraba en la universidad. Dejó la universidad en su segundo año para cofundar la empresa Submit It! Inc., de la cual fue el vicepresidente de tecnología. Otros productos de la compañía incluían ListBot y ClickTrade. 
Submit IT! Inc. fue adquirida por LinkExchange en junio de 1998,  y ésta, por su parte, fue comprada por Microsoft en noviembre de ese mismo año. Luego de esto Banister pasó un tiempo trabajando en otras empresas nascientes como miembro de juntas directivas o inversionista. Estas empresas incluyeron a eVoice (fundado por Wendell Brown), la creadora del primer servicio de correo de voz activado por correo electrónico, el cual fue adquirido por AOL en 2001. Fue el vicepresidente de Ideas en idealab!, donde contribuyó con varias innovaciones, incluyendo el motor de búsqueda particular en el cual se basa Overture. 
En diciembre de 2001, junto a Scott Weiss, Banister cofundó IronPort, un proveedor de dispositivos de correo electrónico que fue comprado en 2007 por Cisco por 830 millones de dólares. También es fundador el cofundador y presidente de Zivity, una red social para adultos cofundada con su esposa, Cyan Banister, y con Jeffrey Wescott. Fue uno de los primeros inversionistas de Powerset, un emprendimiento que está construyendo un motor de búsqueda con lenguaje natural, y actualmente es miembro de la junta directiva. También fue miembro de la junta directiva de Slide, un emprendimiento fundado por el cofundador de PayPal, Max Levchin, que fue comprado por Google y cerrado. Otras de sus inversiones incluyen Zappos.com, LiveOps, Facebook, Hi5.com, Tagged.com, iLike, Causes.com, Topsy Labs y TekTrak.
Actualmente Banister vive en Half Moon Bay, California, junto a su esposa, Cyan Banister.

## Activismo político
Banister se denomina a sí mismo como libertario, y en 2012 contribuyó, junto con los cofundadores de PayPal Peter Thiel y Luke Nosek un total de 3.9 millones de dólares a Endorse Liberty, un SuperPAC que apoyó la candidatura de Ron Paul a la presidencia de los Estados Unidos.